# Ambachtsschool (Drachten)
De voormalige Ambachtsschool in de Friese plaats Drachten is een in 1909 gebouwd schoolgebouw dat in 2017 is gesloopt.

## Geschiedenis
In 1899 werd er een vereniging opgericht om te komen tot het bouwen van een ambachtsschool in Drachten. Door haar inzet werd uiteindelijk 10 jaar later, op 4 november 1909, de ambachtsschool aan de Zuiderstraatweg (ook wel Zuid; sinds 1942 Burgemeester Wuiteweg) geopend. De officiële opening werd verricht door de commissaris van de Koningin (Wilhelmina der Nederlanden), Van Harinxma thoe Slooten, in het bijzijn van de plaatselijke notabelen, burgemeester Albertus Bruins Slot en de leerlingen met hun familieleden.
De school is ontworpen door de architecten G.S. Kijlstra en D.T. van Manen. De bouw werd na een aanbesteding in februari 1909 gerealiseerd door de aannemers G. Kijlstra en S. de Boer. De bouwkosten lagen iets boven de 32.000 gulden. De eerste schooldag voor de 23 leerlingen (12 leerling timmerman, 8 leerling smid en 3 leerlingen schilder) was op 8 november 1909. Deze leerlingen kwamen niet alleen uit Drachten maar ook uit Boornbergum, Kortehemmen, Frieschepalen, Siegerswoude, Beetsterzwaag, Opende en Eastermar. Bijna alle leerlingen kwamen destijds lopend naar school.
In de loop der jaren hebben enkele verbouwingen en uitbreidingen op het gebied van het aantal opleidingen plaatsgevonden. In 1926 werd een grote timmerwerkplaats bijgebouwd. In het midden van het pand werd in 1934 een gedenkraam geplaatst ter gelegenheid van het 25-jarig bestaan van de school,  aangeboden door leraren en leerlingen. Het is ontworpen door leraar Van den Ham en gemaakt door Bijholt & Co. uit Groningen.

### LTS 'De Compagnons'
De ambachtsschool werd in de jaren 50 omgedoopt tot Lagere technische school. De timmermans-, schilders- en smidsopleiding werd uitgebreid met metselen en fijnmetaal (1952), elektrotechniek (1956), brood- en banketbakkerij (1957) en halverwege de jaren 80 werd het individueel beroepsonderwijs (ibo) toegevoegd.
In de periode 1965-1969 is de school grondig verbouwd, de kosten bedroegen in totaal 3,2 miljoen gulden. Tijdens deze grondige verbouwing moesten de leerlingen regelmatig elders ondergebracht worden. Zo konden ze op de woensdagmiddagen gebruik maken van verschillende lagere scholen. Ook Philips stelde ruimte beschikbaar en doordat de sociale werkplaats 'De Brug' ging verhuizen vanaf de Zuidkade, kon men daarvan ook een tijdje gebruik maken. Op 26 februari 1970 is de her- en nieuwbouw geopend door dhr. Mr. J.G.M. Broekman, directeur-generaal van het ministerie van Onderwijs.
Op 1 augustus 1983 is de school gefuseerd met de school voor Lager Huishoud- en Nijverheidsonderwijs aan de Torenstraat en kreeg toen de nieuwe naam Scholengemeenschap voor lager beroepsonderwijs 'De Compagnons'.

### Sloop

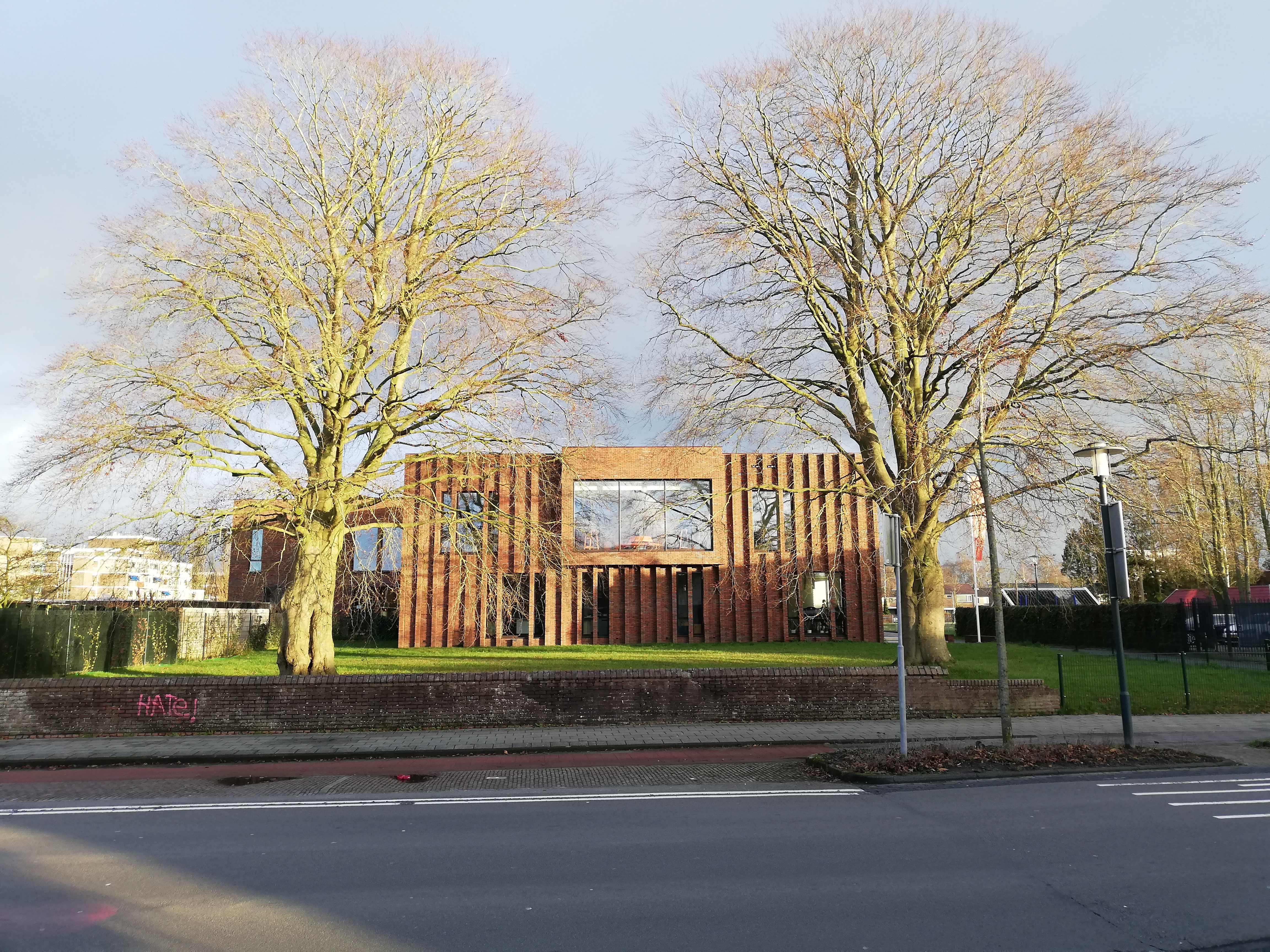
Gomarus College op de plek van de voormalige ambachtsschool

In 2016 werd aangekondigd dat het Gomarus College een nieuw onderkomen zou krijgen aan de Burgemeester Wuiteweg 55, op de plek van de voormalige ambachtsschool die intussen in slechte staat verkeerde. Bouwtechnisch was het pand niet meer geschikt voor gebruik: een van de zijmuren vertoonde scheurvorming, de verdiepingsvloeren waren van hout en isolatie was niet aanwezig. De laatste gebruiker van het pand was De Lawei die er onderdak vond tijdens de verbouwing van de schouwburg.
Hoewel de gemeente Smallingerland de voorkeur had voor sloop en nieuwbouw, erkende de gemeente wel "dat het gebouw voor sommingen een belangrijk landmark in Drachten is" en dat er "met de nodige voorzichtigheid met het gebouw en de locatie moet worden omgegaan". Een aantal Drachtsters met oog voor geschiedenis kwam daarop in actie om de gevel van de oude ambachtsschool in Drachten te behouden en onderdeel te maken van de geplande nieuwbouw.
Uiteindelijk bleek behoud van de gevel niet mogelijk, zodat een geheel nieuwe school werd gebouwd maar wel de monumentale bomen op het voorterrein bleven staan. Op 14 maart 2019 kwam onderwijsminister Arie Slob naar Drachten om de nieuwbouw van het Gomarus College aan de Burgemeester Wuiteweg officieel te openen.